# Регулација тржишта страних валута
Регулација тржишта страних валута је облик финансијске регулације посебно усмерен на тржиште страних валута, иначе децентрализовано тржиште, које послује без матичне установе или клириншке куће која би њим управљала . Због своје децентрализоване и глобалне природе, мање је регулисано од осталих финансијских тржишта.
Међутим, неке земље регулишу брокере које послују на свом тржишту посредством владиних и независних надзорних тела. Нека од тих тела су, на пример, Комисија за трговање робним фјучерсима  у САД, Аустралијска комисија за хартије од вредности и улагања  у Аустралији и Управа за финансијско пословање  у Великој Британији. Ова тела надзиру пословање на тржишту страних валута које се обавља из њихових земаља, и дају дозволе за пословање брокерима који поштују прописе које су донели.

### Циљ регулисања
Циљ овог регулисања је да се осигура поштено пословно понашање. С друге стране, сви брокери који послују на овом тржишту, инвестиционе банке и продавци сигнала за трговање морају да раде у складу са правилима и стандардима које постављају ову регулатори. То обично подразумева да морају бити регистровани и лиценцирани у земљи из које обављају пословање. Лиценцирани брокери могу бити подвргнути периодичним ревизијама, прегледима и проценама од стране регулатора, како би се утврдило да ли испуњавају индустријске стандарде. Брокери који послују на овом тржишту могу имати минималне захтеве капитала који од њих траже да поседују довољан износ средстава да би могли да извршавају и довршавају уговоре о девизама које су закључили њихови клијенти, и да би, у случају свог банкрота, вратили средства својих клијената нетакнута.
Сваки од регулатора на овом тржишту делује у оквиру своје надлежности и регулације и, у зависности од земље, примене се доста разликују. У Европској унији лиценца једне државе чланице покрива цео континент Директивом о тржишту финансијских инструмената (Mifid) , и довела је до тога да се компаније увек опредељују за ону земљу Европске уније која намеће најмање контроле, као што је нпр. Кипарска комисија за хартије од вредности (CySEC)  на Кипру. Нису сви брокери на овом тржишту регулисани, а и многи се региструју у јурисдикцијама које дозвољавају пословање са незахтевним регулаторним решењима.

### Главни регулаторни захтеви
Однос према клијентима - Обезбеђује да брокери не могу својим клијентима давати нереална обећања, нити их доводити у заблуду. Такође и спречава брокере да наводе клијенте да доносе ризичне трговинске одлуке, или да отворе позиције које нису у њиховом најбољем интересу.
Раздвајање средстава клијената - Обезбеђује да брокер не може користити средства својих клијента (било који део средстава) за финансирање свог редовног пословања, и других трошкова брокера. Овим се подразумева да рачуни са депозитима клијената нису исти као и рачуни брокера којим он финансира своје пословање.
Извештавање и обелодањивање - Обезбеђује да клијенти брокера буду добро обавештени о статусу њиховог рачуна и ризицима повезаним са инструментима за трговање на тржишту страних валута.
Финансијска полуга - Обезбеђује да клијенти одржавају прихватљив ниво ризика, не дајући им превелике финансијске полуге како не би улазили у високоризично трговање.
Минимални захтеви капитала - Омогућава клијентима да повуку своја средства у било ком тренутку, укључујући и случај банкрота брокера.
Ревизија - Периодична ревизија уверава да је финансијски ризик брокера прихватљив, и да нема протуправних присвајања средстава. У том циљу, брокери морају подносити периодичне извјештаје о финансијској и капиталној адекватности.

### Регулаторна тела
Регулаторна тела која регулишу трговање на тржишту страних валута у оквиру своје земље :

#### Европа
- Белгија - Управа за финансијске услуге и тржишта (хол. De Autoriteit voor Financiële Diensten en Markten, фр. L'Autorité des services et marchés financiers, позната и као FSMA)
- Бугарска - Комисија за финансијски надзор (буг. Комисия за финансов надзор)
- Грчка - Комисија за тржиште капитала (грч. Επιτροπή Κεφαλαιαγοράς, позната и под скраћеницом HCMC)
- Данска - Управа за финансијски надзор (дан. Finanstilsynets)
- Естонија - Управа за финансијски надзор (ест. Finantsinspektsioon)
- Ирска - Централна банка Ирске (енг. The Central Bank of Ireland)
- Исланд - Централна банка Исланда (исл. Seðlabanki Íslands)
- Италија - Национална комисија за предузећа и берзу (итал. Commissione Nazionale per le Società e la Borsa, скраћено CONSOB)
- Кипар - Кипарска комисија за хартије од вредности (Cyprus Securities and Exchange Commission, скраћено CySEC)
- Летонија - Комисија за финансијско тржиште и тржиште капитала (лет. Finanšu un kapitāla tirgus komisija, скраћено FKTK)
- Литванија - Банка Литваније (литв. Lietuvos banko)
- Лихтенштајн - Управа за финансијско тржиште Лихтенштајна (нем. Finanzmarktaufsicht Liechtenstein, позната и као FMA)
- Луксембург - Комисија за надзор финансијског сектора (фран. Commission de Surveillance du Secteur Financier, скраћено CSSF)
- Мађарска - Управа финансијског надзора Мађарске (мађ. Pénzügyi Szervezetek Állami Felügyelete, позната и као HFSA)
- Малта - Агенција за финансијске услуге Малте (Malta Financial Services Authority, скраћено MFSA)
- Немачка - Савезни орган за финансијски надзор (нем. Die Bundesanstalt für Finanzdienstleistungsaufsicht, скраћено BaFin)
- Норвешка - Управа за финансијски надзор (нор. Finanstilsynet)
- Острво Мeн - Комисија за финансијски надзор (енг. The Financial Supervision Commission, скраћено FSC)
- Пољска - Управа за финансијски надзор (пољ. Komisja Nadzoru Finansowego, скраћено. KNF)
- Португалија - Комисија за тржиште хартија од вредности (порт. Comissão do Mercado de Valores Mobiliários, скраћено CMVM)
- Румунија - Управа за финансијски надзор (рум. Autoritatea de Supraveghere Financiară, скраћено ASF)
- Русија
  - Савезна служба за финансијске услуге (рус. Федеральная служба по финансовым рынкам, скраћено ФСФР, позната и као FCFR), и
  - Центар за регулисање ванбилансних финансијских инструмената и технологија (рус. Центр регулирования внебиржевых финансовых инструментов и технологий, скраћено ЦРФИН, или CRFIN)
- Словачка - Народна банка Словачке (слч. Národná banka Slovenska, скраћено NBS)
- Уједињено Краљевство Велике Британије и Северне Ирске
  - Управа финансијских услуга Уједињеног краљевства (енг. UK Financial Services Authority, скраћено FSA UK),
  - Управа за финансијско пословање (енг. The Financial Conduct Authority, скраћено FCA),
  - Управа за бонитентну регулацију (енг. The Prudential Regulation Authority, скраћено PRA), и
  - Фонд за накнаду финансијских услуга (енг. Financial Services Compensation Fund, скраћено FSCS)
- Финска - Финска управа за финансијски надзор (фин. Finanssivalvonta)
- Француска
  - Управа за финансијска тржишта (фран. L'Autorité des marchés financiers, скраћено AMF),
  - Банка Француске (фран. La Banque de France),
  - Одбор за кредитне институције и инвестициона предузећа (фран. Le Comité des établissements de crédit et des entreprises d'investissement, скраћено CECEI), и
  - Бонитетна управа за надзор и контролу (L'Autorité de Contrôle Prudentiel et de Résolution, скраћено ACPR)
- Хрватска - Хрватска агенција за надзор финансијских услуга (хрв. Hrvatska agencija za nadyor financijskih usluga, скраћено HANFA, позната и као CFSSA)
- Чешка - Чешка народна банка (чеш. Česká národní banka, скраћено ČNB, позната и као CNB)
- Швајцарска
  - Швајцарска агенција за надзор финансијског тржишта,
  - Романде удружење финансијских посредника (франц. Association Romande des Intermédiaires Financiers, нем. Association Romande des Intermédiaires Financiers, скраћено ARIF),
  - Саморегулаторно тело за управљање имовином (фран. Organisme d'autorégulation des gerants de patrimoine, скраћено L'OAR-G),
  - ПолиРег Генерално удружење за саморегулацију (нем. PolyReg Allg. Selbstregulierungs-Verein, фран. PolyReg Association Générale d'Autorégulation, итал. L'OAD PolyReg),
  - Швајцарско удружење банкара (нем. Schweizerische Bankiervereinigung, фран. Association suisse des banquiers, итал. Associazione Svizzera dei Banchieri, позната и као SBA),
  - Савезна комисија за банкарство (нем. Eidgenössischen Bankenkommission, фран. Commission fédérale des banques, позната и као EBK, CFB и SFBC),
  - Савезно министарство финансија (нем. Eidgenössisches Finanzdepartement, фран. Département fédéral des finances, итал. Dipartimento federale delle finanze, познато и као SFDF),
  - Савезна управа за финансије (нем. Eidg. Finanzverwaltung, фран. Administration fédérale des finances, итал. Amministrazione federale delle finanze, позната и као EFV, AFF и SFFA),
  - Управа за надзор финансијског тржишта (нем. Eidgenössische Finanzmarktaufsicht, фран. Autorité fédérale de surveillance des marchés financiers, итал. Autorità federale di vigilanza sui mercati finanziari, позната као FINMA), и
  - Швајцарска национална банка (нем. Schweizerische Nationalbank, фран. Banque nationale suisse, итал. Banca nazionale svizzera, позната и као SNB)
- Шведска - Шведска управа за финансијски надзор (швед. Finansinspektionen)
- Шпанија - Национална комисија за тржиште акција (шпан. Comisión Nacional del Mercado de Valores)

#### Азија
- Азербејџан
  - Државни комитет за хартије од вредности Републике Азербејџан (азер. Azərbaycan Respublikası Qiymətli Kağızlar üzrə Dövlət Komitəsi), и
  - Бакушка берза (азер. Bakı Fond Birjası)
- Бангладеш - Бангладешка комисија за хартије од вредности (বাংলাদেশ সিকিউরিটিজ অ্যান্ড এক্সচেঞ্জ কমিশন, позната и као SEC)
- Индија
  - Одбор за хартије од вредности и берзу Индије (хинд. भारतीय प्रतिभूति और विनिमय बोर्ड, енг. Securities and Exchange Board of India, позната и као SEBI), и
  - Банка резерви Индије (хинд. भारतीय रिज़र्व बैंक, енг. The Reserve Bank of India, позната и као RBI)
- Индонезија - Регулаторна агенција за трговину робним фјучерсима (бах. Bursa Komoditi dan Derivatif Indonesia, енг. Commodity Futures Trade Regulatory Agency, позната и као BKDI и CoFTRA)
- Израел - Израелска агенција за хартије од вредности (хеб. רשות ניירות ערך, позната и као ISA)
- Јапан
  - Агенција за финансијске услуге (јап. 金融庁, позната и као FSA Japan),
  - Удружење трговаца хартијама од вредности (јап. 日本証券業協会, позната и као JSDA),
  - Фонд за заштиту инвеститора (јап. 日本投資家保護基金, позната и као JIPF), и
  - Токијска робна берза (јап. 東京商品取引所, позната и као TOCOM)
- Јужна Кореја - Комисија за финансијске услуге (кор. 금융위원회, јав. Geumnyung Wiwonhoe, позната и као FSC)
- Кина - Кинеска регулаторна комисија за хартије од вредности (кин. 中国证监会为国, позната и као CSRC)
- Кувајт
  - Министарство трговине и индустрије (арап. وزارة التجارة), и
  - Привредна комора Кувајта (арап. الكويت غرفة التجارة والصناعة, позната и као KCCI)
- Либан - Банка Либана (арап. مصرف لبنان, фран. The Banque du Liban)
- Малезија - Комисија за хартије од вредности (мал: Suruhanjaya Sekuriti Malaysia)
- Пакистан - Комисија за хартије од вредности и берзе (урду: سکیورٹیز اینڈ ایکسچینج کمیشن آف پاکستان, енг. The Securities and Exchange Commission of Pakistan, скраћено SECP)
- Сингапур
  - Монетарна управа Сингапура (кин. 新加坡金融管理局, позната и као MAS), и
  - Сингапуршка берза (кин. 新加坡交易所, позната и као SGX)
- Тајланд - Комисија за хартије од вредности и берзе (Securities and Exchange Commission)
- Турска - Одбор за тржишта капитала (тур. Sermaye Piyasası Kurulu, скраћено SPK)
- Уједињени арапски емирати - Дубаи
  - Дубајски робни центар (арап. مركز دبي للسلع المتعددة, Dubai Multi Commodities Centre, позната и као DMCC),
  - Дубајска берза злата и роба (арап. بورصة دبي للذهب والسلع, Dubai Gold & Commodities Exchange, позната и као DGCX),
  - Дубајска управа за финансијске услуге (арап. سلطة دبي للخدمات المالية, Dubai Financial Services Authority, позната и као DFSA), и
  - Управа за хартије од вредности и робе Емирата (арап. هيئة الأوراق المالية والسلع, Emirates Securities and Commodities Authority, позната и као SCA)
- Филипини
  - Комисија за хартије од вредности и берзе (филип. Komisyon sa mga Panagot at Palitan, позната и као SEC), и
  - Централна банка Филипина (филип. The Bangko Sentral ng Pilipinas, скраћено BSP)
- Хонг Конг - Комисија за хартије од вредности (кин. 證券及期貨事務監察委員會, енг. Securities and Futures Commission, позната и као SFC)
- Шри Ланка - Комисија за хартије од вредности и берзе (Securities and Exchange Commission of Sri Lanka)

#### Северна и Средња Америка

##### Северна Америка
- Канада
  - Комисија за хартије од вредности Британске Колумбије (енг. British Columbia Securities Commission, скраћено BCSC),
  - Канадски фонд за заштиту инвеститора (енг. Canadian Investor Protection Fund, скраћено CIPF),
  - Канадски центар за анализу финансијских трансакција и извештаја (енг. Financial Transactions and Reports Analysis Center of Canada, скраћено FINTRAC),
  - Регулационо тело инвестиционе индустрије Канаде (енг. Investment Industry Regulatory Organization of Canada, скраћено IIROC),
  - Комисија за хартије од вредности Онтарија (енг. Ontario Securities Commission, скраћено OSC), и
  - Омбудсман за банкарске услуге и инвестиције (енг. Ombudsman of Banking Services and Investments, скраћено OBSI)
- Сједињене Америчке Државе
  - Комисија за трговање робним фјучерсима (енг. Commodity Futures Trading Commission, скраћено CFTC),
  - Регулаторна агенција за финансијску индустрију (енг. Financial Industry Regulatory Authority, FINRA),
  - Национална асоцијација фјучерса (енг. National Futures Association, скраћено NFA),
  - Америчка Комисија за хартије од вредности (енг. US Securities and Exchanges Commission, скраћено U.S. SEC),
  - Чикашки трговински одбор (енг. Chicago Board of Trade, скраћено CBOT), и
  - Корпорација за заштиту инвеститора са хартијама од вредности (енг. Securities Investor Protection Corporation, скраћено SIPC)

##### Средња Америка
- Ангвила - Комисија за финансијске услуге Ангвиле (енг. Anguilla Financial Services Commission)
- Антигва и Барбуда - Комисија за хартије од вредности Источних Кариба (енг. Eastern Caribbean Securities Regulatory Commission, скраћено ECSRC)
- Белизе - Међународна комисија за финансијске услуге (енг. International Financial Services Commission, скраћено IFSC)
- Британска Девичанска острва - Комисија за финансијске услуге (енг. BVI Financial Services Commission, позната и као FSC of BVI)
- Доминика - Јединица за финансијске услуге (енг. Financial Services Unit, скраћено FSU)
- Кајманска Острва - Монетарна управа Кајманских острва (енг. The Cayman Islands Monetary Authority, скраћено CIMA)
- Панама
  - Надзор тржишта хартија од вредности (шпан. Superintendencia de Mercado de Valores, скраћено SMV), и
  - Министарство индустрие и трговине (позната као MICI)
- Свети Винсент и Гренадини - Управа за финансијске услуге (енг. The Financial Services Authority, скраћено FSA)

Африка
- Кенија - Управа за тржиште капитала (енг. The Capital Markets Authority, скраћено CMA)
- Маурицијус - Комисија за фианнсијске услуге (The Financial Services Commission, позната и као FSC Mauritius)
- Нигерија - Комисија за хартије од вредности и берзу (енг. The Securities and Exchange Commission, скраћено SEC)
- Сејшели
  - Управа за финансијске услуге Сејшела (енг. Seychelles Financial Services Authority, позната као FSA Seychelles), и
  - Агенција за издавање дозвола Сејшела (енг. Seychelles Licensing Authority, скраћено SLA)

#### Аустралија и Океанија
- Аустралија - Аустралијска комисија за хартије од вредности и инвестиције (енг. Australian Securities and Investment Commission, скраћено ASIC)
- Нови Зеланд
  - Агенција за финансијска тржишта (енг. Financial Markets Authority, скраћено FMA),
  - Регистар пружалаца финансијских услуга (енг. Financial Service Providers Register, скраћено FSPR), и
  - Агенција за притужбе на финансијске услуге (енг. Financial Services Complaints Limited, скраћено FSCL).